# Kamieniec (powiat radziejowski)
Kamieniec – wieś w Polsce położona w województwie kujawsko-pomorskim, w powiecie radziejowskim, w gminie Topólka.

## Podział administracyjny
W latach 1954–1968 wieś należała i była siedzibą władz gromady Kamieniec, po jej zniesieniu w gromadzie Topólka. W latach 1975–1998 miejscowość należała administracyjnie do województwa włocławskiego. Wieś sołecka – zobacz jednostki pomocnicze gminy Topólka w BIP.

## Demografia
Według Narodowego Spisu Powszechnego (III 2011 r.) liczyła 135 mieszkańców. Jest osiemnastą co do wielkości miejscowością gminy Topólka.

## Historia
W XIX wieku nazwę Kamieniec nosiły 2 miejscowości w powiecie nieszawskim:
- Kamieniec – wieś w powiecie nieszawskim, gmina Bądkowo, parafia Łowiczek
- Kamieniec – folwark, i wieś w powiecie nieszawskim, gminie Czamanin, parafii Świerczyn, ma kantorat ewangelicki. Folwark Kamieniec (z dezertą Kamieńczyk, osadą młynarską Olszak i wsiami Kamieniec, Kamieńczyk), rozległość mórg 649, grunta orne i ogrody mórg 459; łąk mórg 97; wody 80; nieużytki i place mórg 13; budynków murowanych było 7, drewnianych 2. W uprawach stosowano płodozmian 10-polowy, były pokłady torfu i glinki białej. Osada młynarska Olszak, mająca przestrzeni mórg 83, w roku 1880 została odsprzedana z folwarku. Wieś Kamieniec w roku 1885 posiadała osad 25, z gruntami 182 mórg, wieś Kamieńczyk osad 3, z gruntem 308 mórg[7]